# 帕卡德冰川
帕卡德冰川（英語：Packard Glacier），是南極洲的冰川，位於維多利亞地，處於煉獄峰以西的聖約翰斯山脈，由威靈頓維多利亞大學繪入地圖和命名，現時由南極條約體系管理。